# Mogi Guaçu
Mogi Guaçu este un oraș în São Paulo (SP), Brazilia.